# Імператорська Вельможність

Геральдична імператорська корона Австрії

Його/Її Імператорська Вельможність (англ.: His/Her Imperial Highness; абр.: HIH) — титул або форма звертання, що використовувався для звернення до членів імператорської родини. Титул було запроваджено, щоб відрізнитися від королівського статусу, щоб підкреслити, що його власник є нащадком саме імператора, а не короля (Його/Її Королівська Вельможність).

## Історія
Першою династією, яка почала використовувати цей стиль в Європі на постійній основі, були Романови у XVIII ст.
Ерцкнязі та ерцкнягині будинку Габсбурґів залишили традиційне звертання «Королівська Вельможність», враховуючи офіційно виборний характер імператорської влади в Священній Римській імперії.
З утворенням Австрійської імперії в 1804 році стиль звертання до членів імператорської родини змінився на «Імператорську Величність».
Після австро-угорського компромісу з його створенням двох об'єднаних, але формально самостійних держав, Австрійської імперії та Угорського королівства, цей титул було змінено на Імператорську та Королівську Вельможність, щоб підкреслити його подвійне значення. Проте в розмовній мові додаток «і Королівська» часто скорочувався для зручності.
В ХІХ — на початку ХХ ст. титул застосовувався до старших членів імперських династій, включаючи французькі, турецький, російський, бразильський та ефіопський імператорські будинки та інші. Ерцкнязі Австрії з династії Габсбурґів офіційно також застосовували стиль «Імператорської та Королівської Вельможності» (нім.: Kaiserliche und königliche Hoheit), при цьому «Королівська» підкреслювала їх статус Угорських володарів.
Після повалення цих монархій, титули були скасовані, проте часто застосовуються до імператорських нащадків, як титул ґречності.
Деякі члени королівської родини Бельгії, що походять від Габсбурґів, застосовують цей титул як офіційний стиль звертання, і тут «Королівський», стосується королівства Бельгії. Члени Британської Королівської родини теоретично, як Імперська династія Британської Індії, могли б використати цю форму, але цього не роблять.
У ХХІ ст. цей титул переважно вийшов зі вживання, за винятком Імператорського будинку Японії.